# Rien que pour vos cheveux
 (20 juillet 2025).
Pour plus de détails, voir Fiche technique et Distribution.
Rien que pour vos cheveux ou On ne rigole pas avec le Zohan au Québec (You Don't Mess with the Zohan) est une comédie américaine, réalisée par Dennis Dugan et sortie en 2008.

## Fiche technique
Sauf indication contraire, les informations mentionnées dans cette section peuvent être confirmées par les bases de données cinématographiques IMDb et Allociné,  présentes dans la section « Liens externes ».
- Titre original : You Don't Mess with the Zohan
- Titre français : Rien que pour vos cheveux[N 1]
- Titre québécois : On ne rigole pas avec le Zohan
- Réalisation : Dennis Dugan
- Scénario : Judd Apatow, Adam Sandler et Robert Smigel
- Production : Adam Sandler et Jack Giarraputo
- Musique : Rupert Gregson-Williams
- Image : Michael Barrett
- Direction artistique : Alan Au et John Collins
- Décors : Ron Reiss
- Costumes : Ellen Lutter
- Montage : Tom Costain
- Production : Jack Giarraputo, Kevin Grady, Daryl Kass, Gadi Levy, Judit Maull, Aldric La'auli Porter, Adam Sandler et Robert Smigel
- Sociétés de production : Columbia Pictures, FortyFour Studios, Happy Madison Productions et Relativity Media
- Société de distribution : Sony Pictures
- Budget : entre 75 millions de $[1] et 90 millions de $[2]
- Pays de production :  États-Unis
- Langue : anglais
- Genre : Comédie
- Durée : 113 minutes
- Dates de sortie :
  - États-Unis, Québec : 6 juin 2008
  - Belgique : 23 juillet 2008
  - France : 20 août 2008
  - Suisse romande : 27 août 2008

## Distribution
Sauf indication contraire, les informations mentionnées dans cette section peuvent être confirmées par la base de données cinématographiques IMDb,  présente dans la section « Liens externes ».
- Adam Sandler (VF : Serge Faliu ; VQ : Alain Zouvi) : Zohan
- John Turturro (VQ : Manuel Tadros) : Le Fantôme
- Emmanuelle Chriqui (VQ : Camille Cyr-Desmarais) : Dalia
- Nick Swardson (VF : Yoann Sover ; VQ : Alexandre Fortin) : Michael
- Lainie Kazan (VF : Michèle Bardollet ; VQ : Patricia Tuslane) : Gail
- Ido Mosseri : Oori
- Rob Schneider (VQ : François Godin) : Salim
- Dave Matthews (VQ : Jean-François Beaupré) : James
- Michael Buffer : Walbridge
- Charlotte Rae (VQ : Françoise Faucher) : Madame Greenhouse
- Sayed Badreya (VQ : Nicolas Charbonneaux-Collombet) : Hamdi
- Daoud Heidami : Nasi
- Kevin Nealon (VQ : Jean-Marie Moncelet) : Kevin
- Robert Smigel (VQ : Benoît Gouin) : Yosi
- Dina Doron : la mère de Zohan
- Shelley Berman : le père de Zohan
- Chris Rock : le conducteur de taxi
- Mariah Carey : elle-même
- John McEnroe : lui-même
- Kevin James : lui-même
- George Takei : lui-même
- Bruce Vilanch : lui-même

- Version française réalisée par Studios de St Ouen sous la direction artistique d'Hervé Rey[3].
- Version québécoise réalisée par Technicolor Services Thomson sous la direction artistique d'Olivier Reichenbach[4].

Sources doublage : Doublage Québec et RS Doublage.

Photos des principaux interprètes.
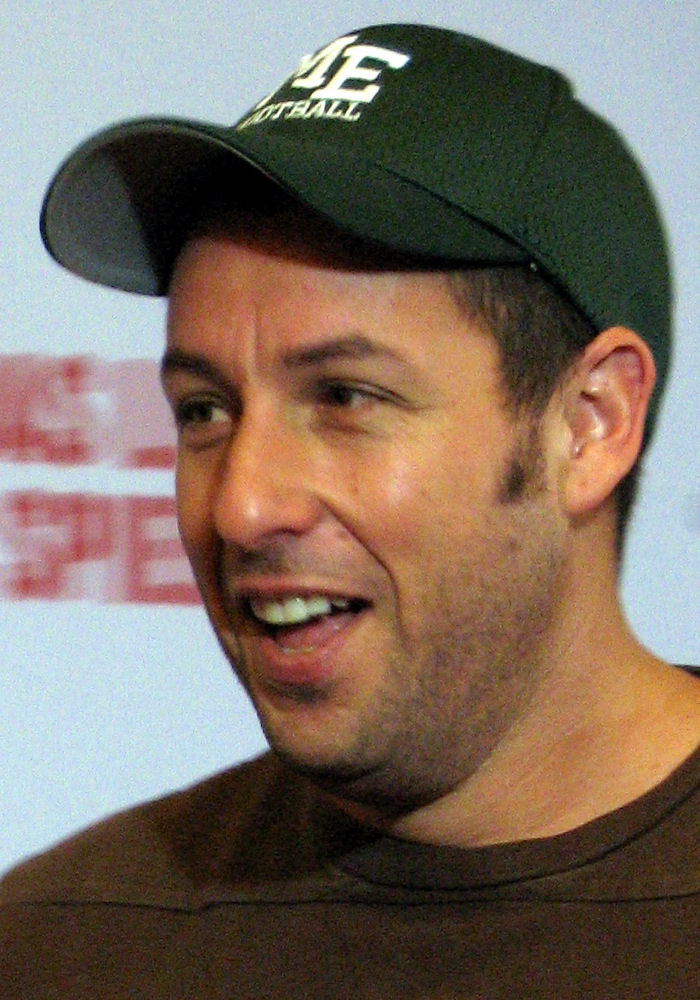
Adam Sandler en 2009.
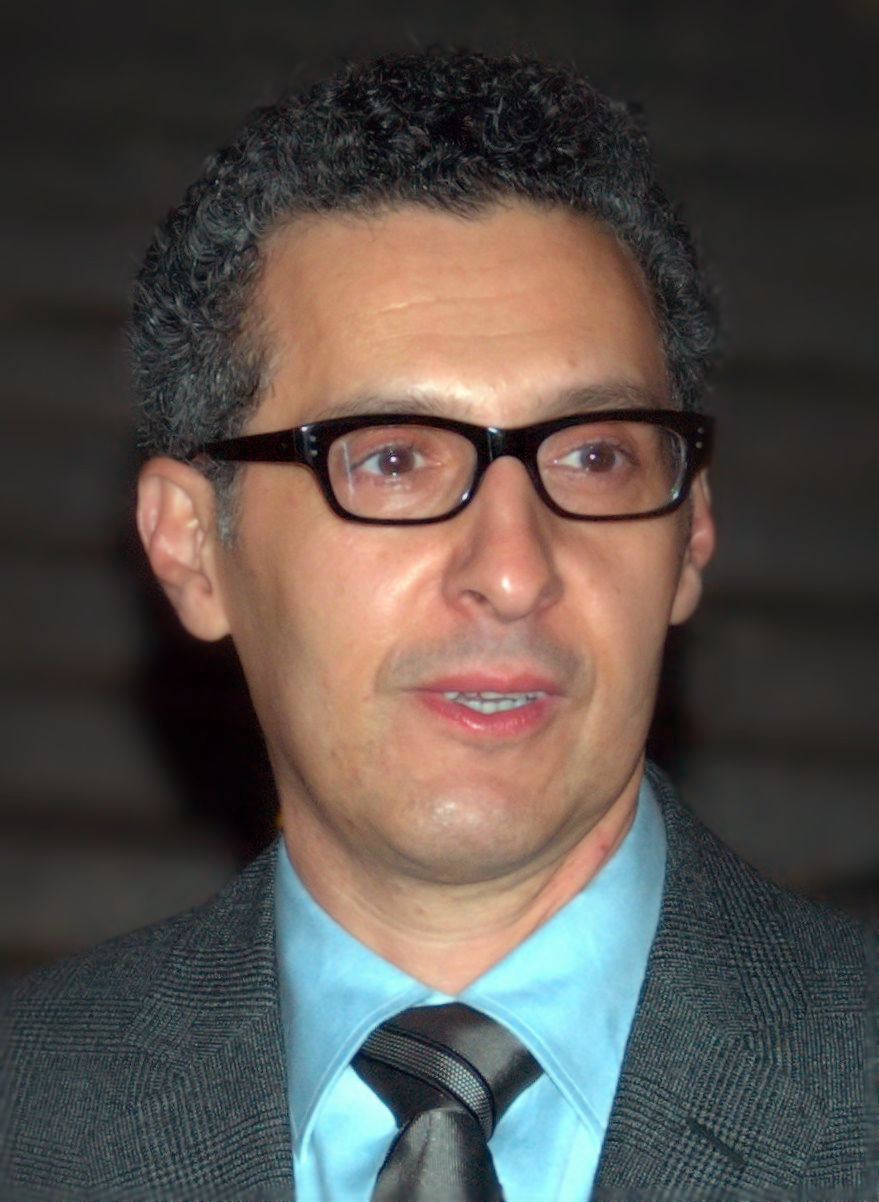
John Turturro en 2009.
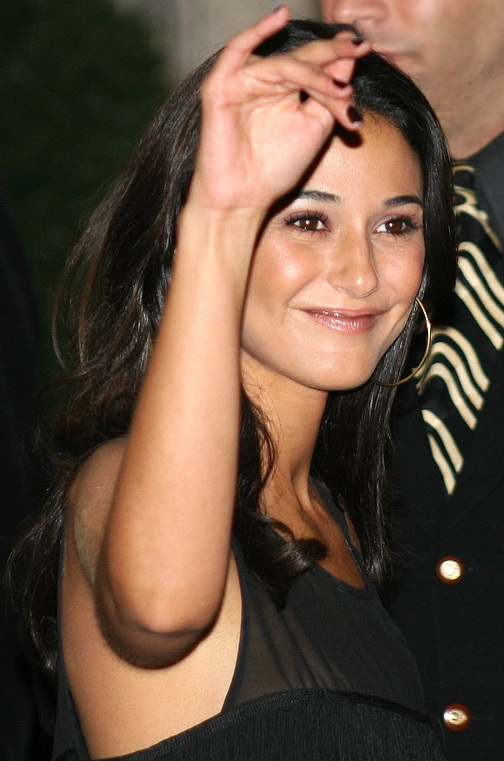
Emmanuelle Chriqui en 2008.
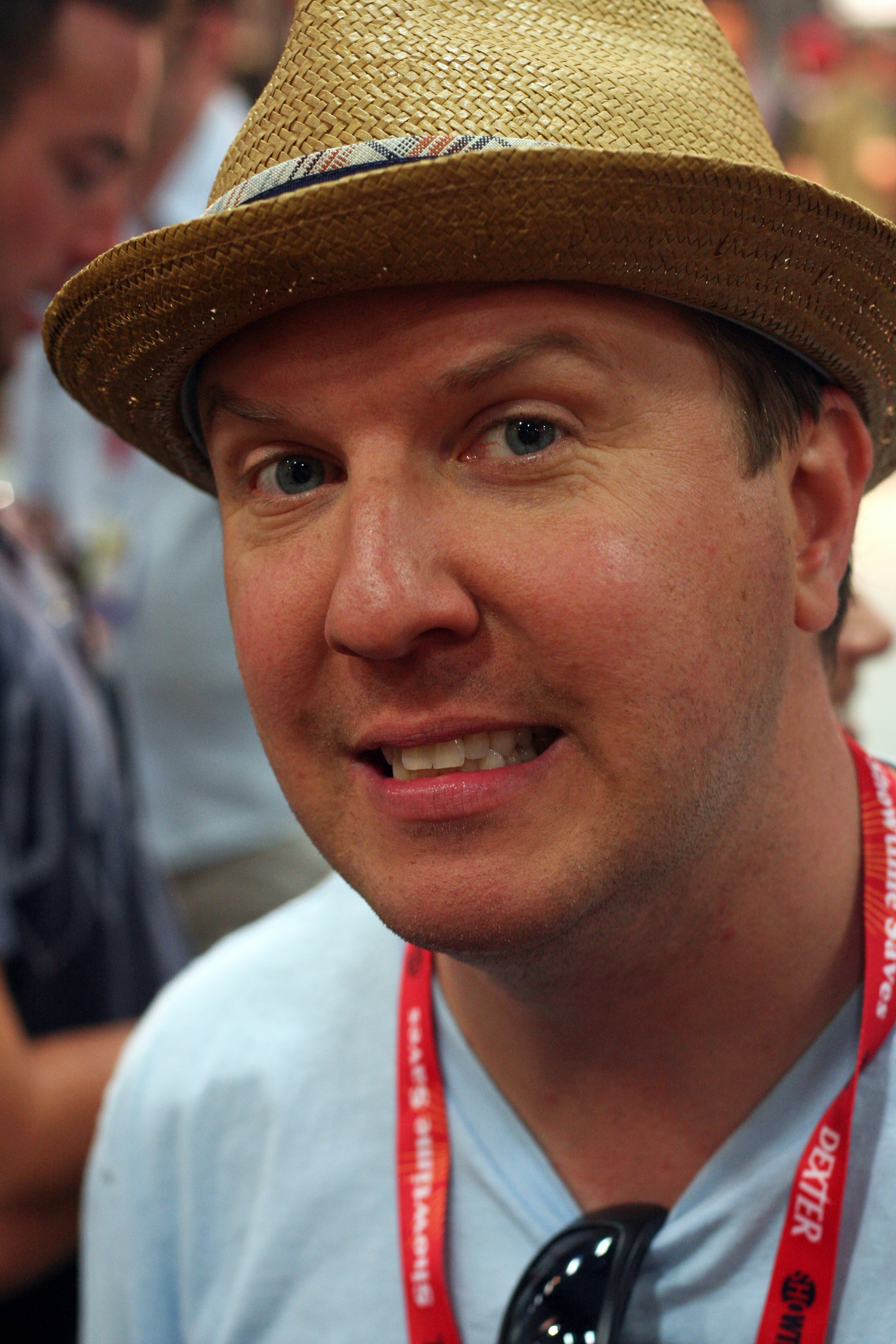
Nick Swardson en 2011.
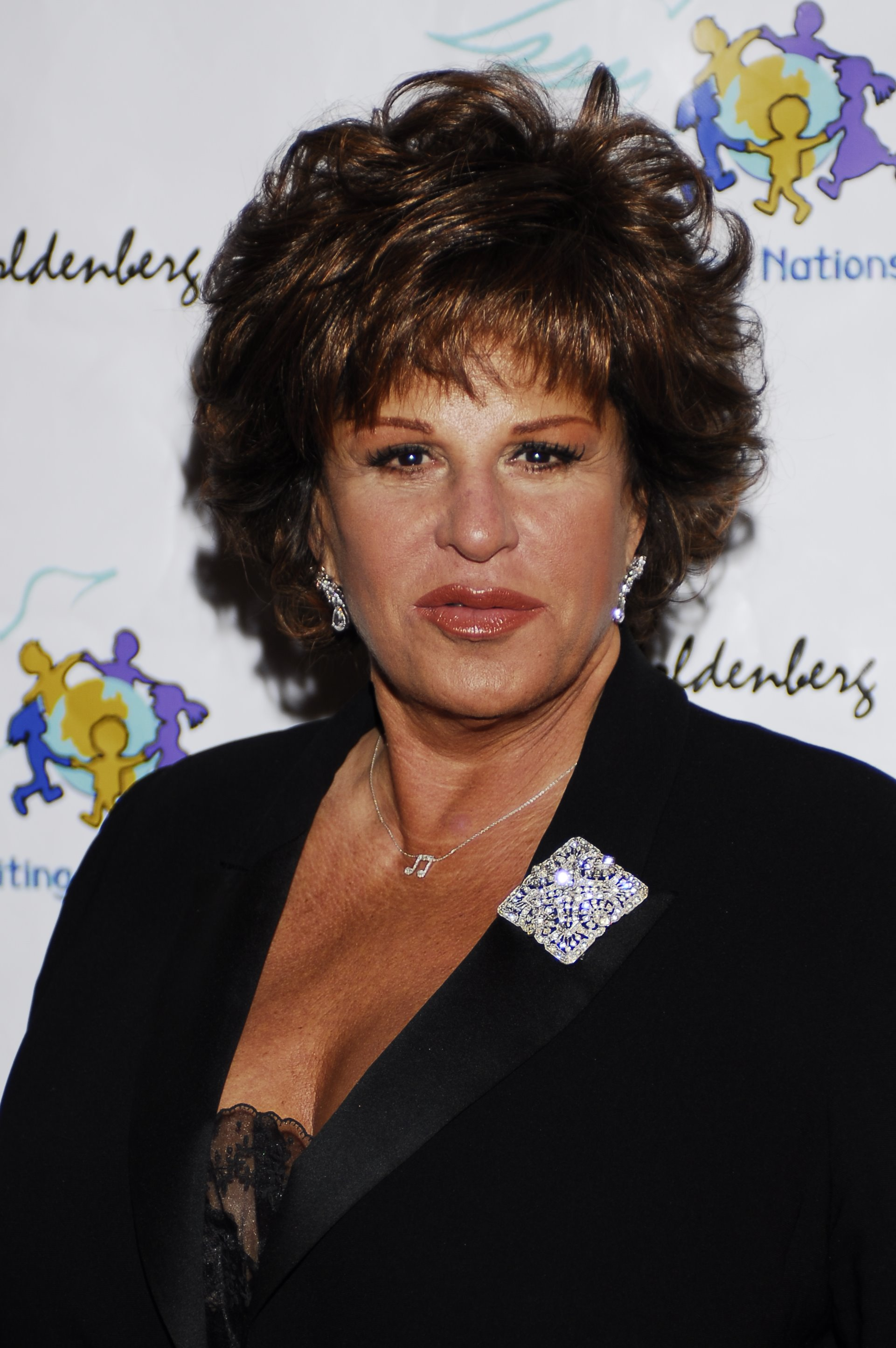
Lainie Kazan en 2007.

## Accueil

### Accueil critique
Le film est froidement accueilli par les critiques de cinéma. Sur le site Rotten Tomatoes, il obtient le score de 38 % pour un total de 189 critiques. Le film dispose sur le site Metacritic d'une note légèrement plus forte de 54 % basée sur 37 avis. En France, il reçoit des critiques plutôt positives ; le site Allociné propose une note de 3,1 sur 5 à partir de l'interprétation de 14 titres de presse.

### Box-office
Rien que pour vos cheveux est un succès commercial avec 204 313 400 dollars de recettes pour un budget de 90 millions de dollars. En France, avec 211 500 entrées, le film se classe en 164e position du box-office de l’année 2008 derrière des comédies américaines comme Tonnerre sous les Tropiques (81e), Soyez sympas, rembobinez (95e), Max la menace (104e), Appelez-moi Dave (132e) et Tout... sauf en famille (162e).
| Pays       | Box-office (2008) | Classement de l'année (2008) |
| ---------- | ----------------- | ---------------------------- |
| Monde      | 204 313 400 US$   | 34e                          |
| France     | 211 500 entrées   | 164e                         |
| États-Unis | 100 018 800 US$   | 25e                          |
| Europe     | 6 000 500 entrées |                              |

## Distinctions
Note : sauf mention contraire, les informations ci-dessous sont issues de la page Awards du film sur l'Internet Movie Database. Ici sont listés les principaux prix.
En 2008, Rien que pour vos cheveux est nommé pour le Teen Choice Awards de la meilleure comédie de l'été. En 2009, Rupert Gregson-Williams est primé parmi d'autres compositeurs de musique au BMI Film and TV Awards pour la musique du film.

## Exploitation
Rien que pour vos cheveux sort en DVD en France dans la collection KSC - King of Silly Comedies en mars 2009. Cette collection comprend les films L'An 1 : Des débuts difficiles (2009), Bad Santa (2003), Braqueurs amateurs (2005), Délire Express (2008), Frangins malgré eux (2008), Gigolo malgré lui (2004), Paul Blart : Super Vigile (2009), Ricky Bobby : Roi du circuit (2006), Super blonde (2008), SuperGrave (2007), Walk Hard: The Dewey Cox Story (2007), mais aussi d'autres films avec Adam Sandler comme Big Daddy (1999), Click : Télécommandez votre vie (2006) et Mi-temps au mitard (2005).